# Hoya graveolens
Hoya graveolens är en oleanderväxtart som beskrevs av Kerr. Hoya graveolens ingår i släktet Hoya och familjen oleanderväxter. Inga underarter finns listade i Catalogue of Life.